# Bergischer Abfallwirtschaftsverband

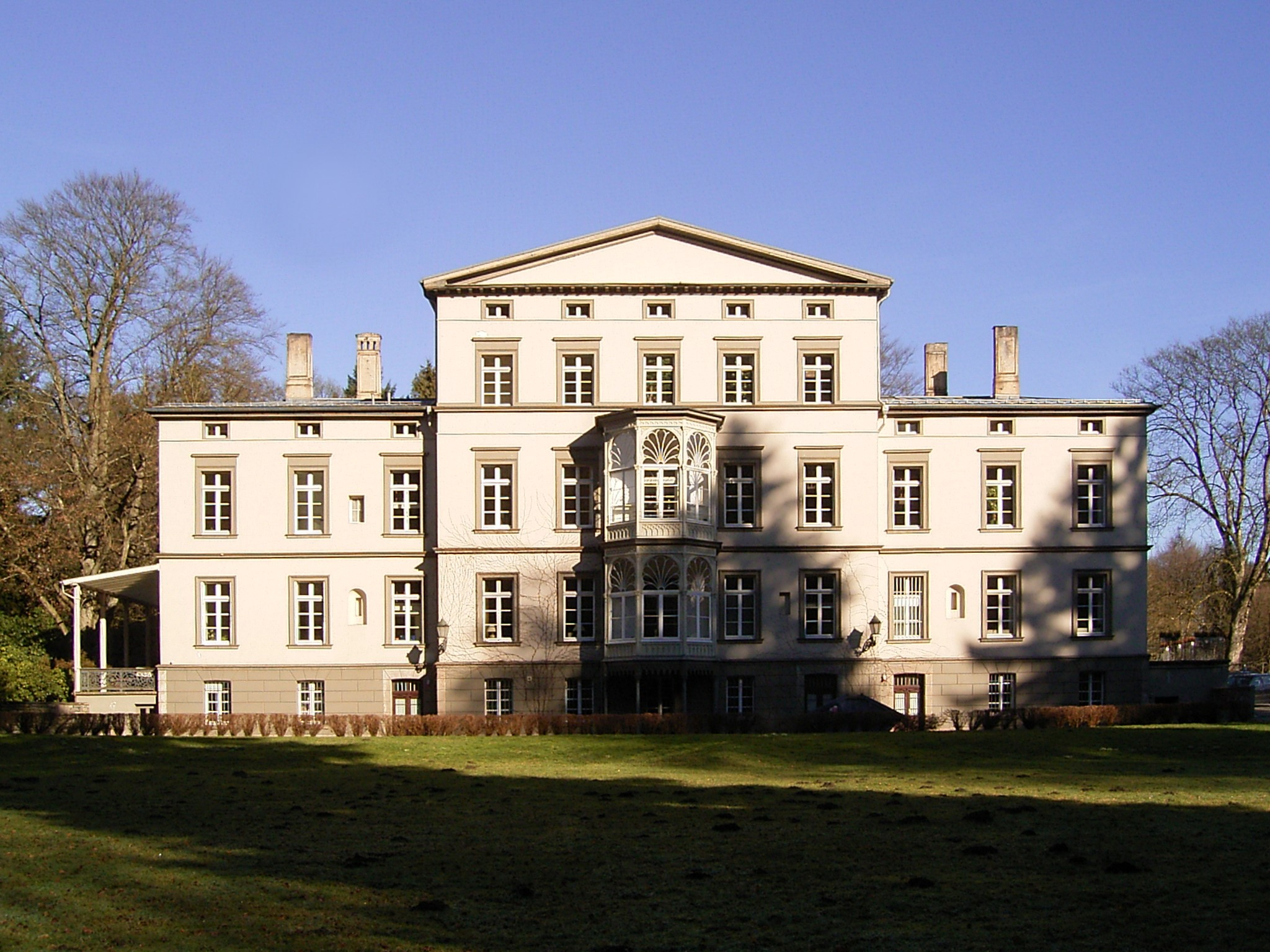

Der Bergische Abfallwirtschaftsverband wurde zum 1. Januar 1976 gegründet und hat seinen Sitz in Engelskirchen in der Villa Engels bzw. Villa Braunswerth, Braunswerth 1–3). Der Verband ist eine Körperschaft des öffentlichen Rechts im Sinne des Landesabfallgesetzes Nordrhein-Westfalen.
Sein Verbandsgebiet umfasst den Rheinisch Bergischen sowie den Oberbergischen Kreis. Diese beiden Kreise bilden auch die Mitglieder des BAV deren Landräte abwechselnd das Amt des Verbandsvorstehers übernehmen.
Der BAV übernimmt die Entsorgungspflichten der Städte und Gemeinden des Verbandsgebietes, wobei die Gemeinde Engelskirchen und die Stadt Hückeswagen auch die komplette Abwicklung vom BAV erledigen lassen.

## Die gesetzlichen Entsorgungsaufgaben der Mitglieder, die der BAV übernimmt
- Abfallverwertung und Abfallbeseitigung für das Verbandsgebiet.
- Stabile und sozialverträgliche Gebührengestaltung durch den effizienten Betrieb der Entsorgungsanlagen sicherstellen.
- Fortschreibung des Abfallwirtschaftskonzeptes auf der Basis des Abfallwirtschaftsplanes der Bezirksregierung Köln.
- Umfassende Beratung über Möglichkeiten zur Vermeidung und Verwertung von Abfällen.